# Ferreras (Vegamián)
Ferreras de Vegamián fue una localidad española perteneciente al actual municipio de Boñar, en la provincia de León, comunidad autónoma de Castilla y León. Desapareció bajo las aguas del embalse del Porma en 1968 además de los pueblos Armada, Campillo (León) Lodares y Quintanilla, que quedaron totalmente inundados y Utrero y Camposolillo, expropiados pero no sumergidos.

## Geografía física

### Ubicación
Estaba situado en un estrecho valle al pie de tres colinas unidas: dos estaban pobladas de roble y otra, más elevada, compuesta por peñas calcáreas. Su clima era frío y húmedo. Limitaba al norte con Quintanilla y Rucayo; al este con Vegamián y Campillo; al sur con Valdehuesa; al oeste con Arintero.

### Hidrografía
En el término nacía un arroyo que alimentaban cuatro fuentes cuyas aguas fertilizaban las huertas.

## Historia
siglo XIX
En el siglo XIX Pascual Madoz en su Diccionario Geográfico lo describe como lugar del Ayuntamiento de Renedo, partido judicial de Riaño. Pertenecía a la diócesis de León; audiencia territorial y capitanía general de Valladolid. Tenía 17 casas y una iglesia parroquial dedicada a Santa Eulalia. Traía la correspondencia desde Vegamián. Producía legumbres, trigo, cebada, centeno, lino, hortalizas, frutales y buena yerba; había cría de ganado vacuno y caballar. También caza de cabra montesa, lobos, zorro, perdices, liebres, osos y jabalíes. Comerciaban con manteca de vaca, queso de oveja y cabra.
siglo XX
En 1968 se inauguró el embalse del Porma cuyas aguas se destinaron a regadío además de asumir la función de regulación de aguas fluviales evitando las riadas. A consecuencia de la construcción del embalse desapareció el municipio de Vegamián y sus pueblos Armada, Campillo, Lodares, Quintanilla y Ferreras, inundados completamente y Utrero y Camposolillo, expropiados pero no sumergidos. Todos ellos aprobaron sus disoluciones durante el verano de 1967.
Vegamián quedó incorporado al municipio de Boñar, siete kilómetros aguas abajo del Río Porma, según el Decreto 970/1967, publicado en el Boletín Oficial del Estado número 111, de 10 de mayo de 1967.